# José Quintín Moreno Chacón
José Quintín Moreno Chacón (Lebrija, 28 de enero de 1948 - Jerez de la Frontera, 25 de agosto de 2017), más conocido como Pepe Moreno, fue un docente y guitarrista gitano, pionero en llevar el flamenco a las aulas escolares con su proyecto «Flamenco en el Aula».

## Inicios en el flamenco
Nació en Lebrija pero llegó a Jerez en 1953, y siendo muy pequeño recibió de su padre Juan Moreno Vargas sus primeras lecciones sobre el cante y el toque flamenco. Además de estar emparentado lejanamente con La Niña de los Peines, su tío abuelo Luis ya había sentado precedente en su familia dedicándose de manera profesional a la guitarra, acompañando a figuras históricas como Marchena y Valderrama.
Cumplidos los 15 años, comenzó sus estudios de guitarra flamenca con el desaparecido maestro Rafael del Águila Aranda, heredero de la escuela de Javier Molina Cundí. Del Águila combinaba sus enseñanzas de seguiriyas, malagueñas y soleás con partituras clásicas, y de él aprendieron grandes figuras de la guitarra jerezana, como Paco Cepero, Moraíto Chico, o  Pedro Carrasco Niño Jero.
Pocos años más tarde, todavía siendo muy joven, comenzó a actuar en las míticas ventas de Marival, Benjamín o La Pañoleta, hasta conocer al guitarrista Manuel Morao, quien regentaba un bar llamado Morao y Oro, y, en 1968, tras compartir con él un periodo de aprendizaje, le brindó la oportunidad de realizar su debut artístico oficial en los Jueves Flamencos celebrados en la plaza de toros de Jerez de la Frontera. Compartió escenario con jóvenes valores del flamenco de aquel entonces, entre ellos José Mercé, Diego Carrasco, las hermanas Méndez o Manuel Moneo.

## Debut y primeros años
En 1969 creó, junto con otros compañeros, el grupo Juventud Flamenca Jerezana, con el que realizó una gira por las provincias de Cádiz, Sevilla y Granada, ofreciendo conferencias, recitales y misas flamencas. Con la llegada de la década de los 70 vio su carrera interrumpida temporalmente durante un año a causa del servicio militar, aunque incluso durante este mismo dirigió con otros compañeros las actividades músico-culturales de su batallón. Una vez finalizado, en 1971 debutó en Madrid como primer guitarrista del Ballet Español de Fernando Belmonte, bailarín y coreógrafo jerezano.
1972 y 1973 fueron años de constantes viajes por España, actuando en salas de Madrid (como Pasapoga) Cataluña, Baleares, Canarias, Francia, Portugal, etc. En 1974 comenzó su experiencia como Profesor de Guitarra Flamenca, en la academia que dirigía el poeta jerezano Antonio Gallardo Molina. En el año 1975 viajó a Pretoria (Sudáfrica) como primer guitarrista del grupo flamenco Los de Ronda para ofrecer en aquel país recitales de baile flamenco y guitarra por todo el territorio, además de actuaciones como concertista en solitario.

## Consolidación artística
Tras su regreso a Jerez ese mismo año, la Cátedra de Flamencología y Estudios Folclóricos Andaluces (posteriormente fusionada con el Centro Andaluz de Conservación del Flamenco), de la que formaba parte, requirió sus servicios para impartir diversos cursos de guitarra flamenca a nivel internacional. Durante esta época acompañaría a artistas como Francisca Méndez La Paquera, Fernando Terremoto, Encarnación Marín La Sallago, Pepe Sanlúcar, Curro Malena, Tío Borrico, Nano de Jerez, Diego Rubichi, Antonio Núñez, Chocolate, Sordera, La Macanita, El Garbanzo, Loli Carpio y José Méndez, entre otros.
Desde el año 1976, ya asentado en la ciudad jerezana, se proyecta hacia toda España desde el ámbito regional, dando recitales en peñas flamencas, actuando en festivales y participando en concursos en los que obtiene importantes reconocimientos, como el 2.º Premio en el VI Certamen Nacional de Guitarra Flamenca, organizado por la Peña Flamenca los Cernícalos con el patrocinio de González Byass Con la década de los 80 ya comenzada, realiza un periplo por toda la provincia de Cádiz, impartiendo más de 20 conferencias-recitales con el apoyo de la desaparecida Caja de Ahorros de Jerez sobre los orígenes de la guitarra y su historia, ilustrándolo con piezas propias y de otros intérpretes flamencos.
Participó en cinco ocasiones en la Fiesta de la Bulería de Jerez, así como en otros eventos como  la VI Bienal de Arte Flamenco de Sevilla y los Viernes Flamencos de Cádiz. También fue responsable de la Asesoría de Flamenco del Ayuntamiento de Jerez, cargo desde el que presentó un proyecto de acciones en pro del flamenco y los artistas de Jerez a fin de revitalizar el arte autóctono, además de impulsar el desarrollo artístico de cantaores, bailaores y guitarristas.

## Etapa docente
Desde el año 1981, tras su experiencia durante los Cursos Internacionales de Flamenco de la Cátedra de Flamencología (junto a Angelita Gómez, Juan Romero Pantoja El Guapo o Teresa Martínez de la Peña) se convirtió en el primer profesor de guitarra flamenca del Conservatorio de Música de Jerez, además de desempeñar el puesto de relaciones públicas de dicho centro. Allí se mantuvo hasta la última remodelación por parte de la Junta de Andalucía, momento en el que pasó a integrar la nómina de profesores de la Escuela Municipal de Música.
Entre 2002 y 2005, cursó la diplomatura de Magisterio Musical en la Universidad de Cádiz, con más de 55 años. En sus últimos años en activo como profesor de la Escuela Municipal de Música acercó el flamenco a las escuelas en forma de talleres y cuentacuentos en los que interpretaba a voz y guitarra historias y leyendas sobre los cantes de trilla, las alegrías y las bulerías de Jerez. También inició la recogida de firmas en 2013 para el nombramiento de Manuel Morao como hijo predilecto de la ciudad.
Pepe Moreno falleció en Jerez el 25 de agosto de 2017 tras más de 50 años dedicándose a la guitarra. En 2018, la Peña Flamenca Los Cernícalos le dedicó sus XXVIII Noches de la Plazuela, en reconocimiento a «su aportación al mundo de la Guitarra Flamenca».